# Sufa
Sufa (hébreu : סוּפָה) est un kibboutz du sud d'Israël. Situé dans la région de Hevel Shalom, au nord-ouest du désert du Néguev, il relève de la juridiction du conseil régional d'Eshkol. En 2021, la localité compte 227 habitants.
Un poste frontière entre Israël et la bande de Gaza, nommé d'après le kibboutz, était situé à proximité, mais a été fermé définitivement par Israël en 2008.
Sufa est l'un des villages israéliens brièvement sous contrôle du Hamas pendant la guerre à Gaza depuis 2023.